# N37 (Togo)
Die N37 ist eine Fernstraße in Togo, die in Tabligbo an der Ausfahrt der N4 beginnt und in Gboto endet. Sie ist 10 Kilometer lang.